# 飯村義美
飯村 義美（いいむら よしみ、1901年4月27日 - 1986年9月16日）は日本の法律家。最高裁判所裁判官。

## 経歴
長野県東筑摩郡笹賀村（現松本市）生まれ。浦和高等学校を経て、1929年東京帝国大学法学部卒業、同年高等文官試験司法科合格。翌年同試験行政科合格。1931年東京府で弁護士開業。1943年中外製薬監査役に就任。1948年東京弁護士会副会長、1950年日本弁護士連合会常任理事となる。1967年から1971年まで最高裁判所裁判官を務める。1973年勲一等瑞宝章受章。
その他、法制審議会の民事訴訟法部・商法部委員や東京家庭裁判所の調停委員も務めた。

## 最高裁判事としての主な判決
- 1969年の「都教組事件」では、勤労評定反対闘争で地方公務員法違反に問われた労働組合幹部に無罪判決を言い渡し、官公署労働者の労働基本権の尊重を打ち出した。
- 同年の「夕刊和歌山時事事件」の大法廷判決では、報道の自由を積極的に認め、表現者が事実を過信したことについて相当の理由の表示があれば名誉棄損は成立しないとの判断を示した。
- 同年の「博多駅テレビフィルム提出命令事件」では、デモの様子を取材したフィルムの提出命令が表現の自由を保障した日本国憲法第21条に違反するか否かが問われたが、大法廷が全員一致で報道の自由を尊重しつつ、本件については提出命令の許容範囲内とし、特別抗告を棄却した。